# Бенце Халас
Бенце Халас (угор. Halász Bence; нар. 4 серпня 1997) — угорський легкоатлет, який спеціалізується у метанні молота.

## Спортивні досягнення
Срібний олімпійський призер з метання молота (2024). Учасник змагань з метання молота на Олімпійаді-2020 (не подолав кваліфікаційного раунду).
Дворазовий бронзовий призер чемпіонатів світу з метання молота (2019, 2023). Учасник фінальних змагань з метання молота на двох інших чемпіонатах світу — 5-е місце у 2022 та 11-е місце у 2017.
Бронзовий призер Континентального кубку з метання молота (2018).
Чемпіон світу серед юніорів з метання молота (2016).
Срібний (2022, 2024) та бронзовий (2018) призер чемпіонатів Європи з метання молота.
Переможець (2022, 2023) та срібний призер (2024) Кубків Європи з метань у віковій категорії дорослих. Переможець (2018) та срібний призер (2016, 2017, 2019) цих змагань у віковій категорії «до 23 років» (молодь).
Чемпіон Європи серед молоді (2017) та срібний призер чемпіонат Європи серед молоді (2019) з метання молота.
Чемпіон Європи серед юніорів з метання молота (2015).
Чемпіон Угорщини з метання молота (2017, 2018, 2019, 2020, 2021, 2022, 2023).

## Відео
- Виступ Бенце Халаса на Олімпіаді-2024 на YouTube